# ساموئل اینکوم
ساموئل اینکوم (انگلیسی: Samuel Inkoom؛ زاده ۱ ژوئن ۱۹۸۹) یک بازیکن فوتبال اهل غنا است.
وی همچنین در تیم ملی فوتبال غنا بازی کرده‌است.